# Thoralf Grubbe
Thoralf Grubbe (Holla, 20 luglio 1891 – Skien, 6 settembre 1951) è stato un calciatore norvegese, di ruolo centrocampista.

## Carriera

### Club
Grubbe giocò nell'Odd, con cui vinse 2 edizioni della Norgesmesterskapet.

### Nazionale
Giocò un incontro per la Norvegia. Esordì il 23 giugno 1912, nella sconfitta per 0-6 contro l'Ungheria. Partecipò ai Giochi della V Olimpiade.

## Palmarès

### Club

#### Competizioni nazionali
- Coppa di Norvegia: 2

Odd: 1910, 1913